# Николо Барела
Николо Барела (на италиански: Nicolò Barella) е италиански футболист, полузащитник, който играе за Интер.
Известен със своите технически способности, скорост и креативност, той често е признат за един от най-добрите полузащитници в света.

## Кариера

### Каляри
Барела е юноша на Каляри Калчо. Той прави дебюта си на 4 май 2015 г. срещу Парма, заменяйки Диего Фариас в 68-ата минута в домакинската победа с 4:0.
През януари 2016 г. той е пратен под наем в Комо в Серия Б, където играе като титуляр през втория полусезон.
На 17 септември 2017 г. след като се завръща в Каляри, отбелязва първия си професионален гол в Серия А срещу СПАЛ 2013 при домакинска победа с 2:0. Три месеца по-късно става най-младият капитан в историята на клуба, на възраст от 20 години, 10 месеца и 9 дни.
На 24 февруари 2019 г. в мач срещу Сампдория, който е загубен с 0:1, Барела достига кота 100 мача с фланелката на Каляри на 22-годишна възраст. В края на сезона Барела е играчът с най-голям брой възстановени топки (253) в Серия А 2018/19, като също така печели наградата Премио Булгарели номер 8 за най-добър полузащитник на сезона и е включен за първи път в отбора на годината в Серия А.

### Интер
На 12 юли 2019 г. преминава под наем в Интер със задължение за закупуване с четиригодишен договор, който влиза в сила след периода на наема. Той прави клубния си дебют на 26 август срещу Лече; влиза от резервната скамейка през второто полувреме на мястото на Матиас Весино и по-късно помага за гола на Антонио Кандрева при евентуалната домакинска победа с 4:0 в първия мач на Интер от сезон 2019/20 в Серия А. Барела прави своя дебют в Шампионската лига на 17 септември срещу Славия Прага; след като влиза от резервната скамейка на мястото на Марсело Брозович през второто полувреме, като вкарва изравнителен гол в добавеното време, за да помогне на Интер да направи равенство 1:1, което е първият му гол за Интер. На 9 ноември вкарва първия си гол в Серия А, когато Интер обръща за 2:1 над ФК Верона. Вкарва първия си гол в Купата на Италия на 29 януари 2020 г. при домакинска победа с 2:1 над Фиорентина в четвъртфиналите на турнира. С отбора стига до финала на Лига Европа през 2020 г., където губи от Севиля. В края на сезона е включен в отбора на годината в Серия А и състава на сезона в Лига Европа.
На 17 януари 2021 г. Барела асистира за първия гол на Артуро Видал и вкарва жизненоважен втори при домакинската победа с 2:0 срещу шампиона Ювентус в Серия А. В края на сезон 2020/21 Барела печели Скудетото и е избран за най-добър халф от Лига Серия А, както и включен (за трето поредно издание) в отбора на годината 2020/21.
На 5 ноември 2021 г. Барела подписва удължаване на договора си с Интер, което го задържа в клуба до 2026 г. В края на сезон 2021/22, след като печели Купата на Италия и Суперкупата на Италия, Барела (и неговият съотборник Хакан Чалханоглу) правят общо 12 асистенции, което е най-високият брой за играч на Интер от Opta, които започват да събират такива данни през 2004/05. В края на сезона е включен в Отбора на годината в Серия А 2021/22 за четвърта поредна година.
През сезон 2022/23 Барела отново печели Купата на Италия и Суперкупата на Италия с Интер. Във финала на Купата на Италия той асистира на Лаутаро Мартинес за втория гол на Нерадзурите. Награден отново с титлата за най-добър халф и включен в отбора на годината за пета поредна година. В Шампионската лига Барела достига финал с Интер, което е първият път, когато клубът достига финал от 13 години. Получава наградата Играч на мача по време на турнира за изключителното си представяне при равенството 3:3 срещу ФК Барселона в груповата фаза, в което отбелязва първия гол.
По време на мача Интер-Рома на 29 октомври 2023 г. той прави своя мач 200 за Интер. На 22 април 2024 г. печели титлата в Серия А за втори път в кариерата си и е включен в отбора на сезона в Серия А за рекордните шест поредни пъти. На 11 юни 2024 г. Барела удължава договора си с клуба до 2029 г.
На 30 август 2024 г. вкарва първия си гол за сезон 2024/25 със зрелищно воле при домакинска победа с 4:0 срещу Аталанта. В Шампионската лига получава два пъти официалната награда Играч на мача, срещу Манчестър Сити в първи кръг и Йънг Бойс в третия.

## Национален отбор
С отбора на Италия до 19 г., Барела участва в европейското първенство за юноши през 2016 г., завършвайки на второ място.
С Италия до 20 г. играе на Световното първенство до 20 г., завършвайки на трето място.
Дебютира с отбора на Италия до 21 г. на 1 септември 2017 г. в контрола, загубена с 0:3 от Испания до 21 г.
Барела получава повиквателна за мъжкия състав на Италия от Джампиеро Вентура за квалификациите за Мондиал 2018 срещу Република Македония и Албания през октомври 2017 г.
Дебютира за Италия на 10 октомври 2018 г., под ръководството на Роберто Манчини в равенство 1:1 срещу Украйна в Генуа.
На 23 март 2019 г. Барела вкарва първия си гол за Италия при домакинската победа с 2:0 над Финландия в квалификационен мач за Евро 2020.
Той взима участие с отбора до 21 г. на Европейското първенство по футбол за младежи през 2019 г.
През юни 2021 г. е включен в състава на Италия за Евро 2020. Във втория мач от групата на Италия на 16 юни, той асистира за втория гол на Мануел Локатели за победата с 3:0 над Швейцария, което позволява на Италия да премине към осминафиналите. На 2 юли вкарва първия гол за Италия в мача, а по-късно асистира за гола на Лоренцо Инсиние при победата с 2:1 над Белгия в четвъртфиналите на състезанието. На 11 юли Барела печели Европейското първенство с Италия след победа с 3:2 с дузпи над Англия на стадион Уембли, след равенство 1:1 в продълженията; Барела започва мача, но е заменен от Браян Кристанте през второто полувреме на редовното време.
На 10 октомври 2021 г. Барела вкарва първия гол при домакинската победа с 2:1 над Белгия в мача за бронзов медал от Лигата на нациите 2020/21.
На 24 март 2024 г. Барела получава капитанската лента за първи път в приятелски мач с 2:0 срещу Еквадор, в който отбелязва и втория гол.
През юни 2024 г. той е включен в отбора на Италия за Евро 2024. В първия мач на адзурите от състезанието вкарва победния гол при 2:1 срещу Албания с полуволе от границата на наказателното поле; обаче Италия е елиминирана от Швейцария на осминафиналите след поражение с 0:2.

## Успехи

### Отборни
Интер
- Серия А (2): 2020/21[38], 2023/24[39]
- Копа Италия (2): 2021/22, 2022/23[40]
- Суперкопа Италиана (3): 2021, 2022[41], 2023[42]

### Индивидуални
- Номинация за Златна топка на „Франс Футбол“ (2): 2021,[43] 2023[44]
- Отбор на годината в Серия А (5): 2018/19,[45] 2019/20,[46] 2020/21,[47] 2021/22,[45] 2022/23[48]
- Отбор на сезона в Лига Европа: 2019/20[49]
- Най-добър полузащитник в Серия А (2): 2020/21,[50] 2022/23[51]
- Отбор на сезона в Серия А: 2022/23[52]

### Национален отбор
Италия
- Европейско първенство по футбол: 2020

### Ордени
-  5ти Клас / Рицар: Орден за заслуги пред италианската република: 2021